# Virginia Slims of Dallas 1972
Il Virginia Slims of Dallas 1972 è stato un torneo di tennis giocato sul sintetico indoor. È stata la 1ª edizione del torneo, che fa parte del Virginia Slims Circuit 1972. Si è giocato al T-Bar M Racquet Club di Dallas negli USA dal 7 al 12 marzo 1972.

## Campionesse

### Singolare
Nancy Richey ha battuto in finale  Billie Jean King con il punteggio di 7–6, 6–1

### Doppio
Rosemary Casals /  Billie Jean King hanno battuto in finale  Judy Tegart /  Françoise Dürr con il punteggio di 6–3, 4–6, 7–5